# Damernas singelsculler i rodd vid olympiska sommarspelen 1996
Damernas singelsculler i rodd vid olympiska sommarspelen 1996 avgjordes mellan den 21 och 27 juli 1996.

## Medaljörer
| Gren          | Guld                    | Silver               | Brons              |
| Singelsculler | Ekaterina Karsten (BLR) | Silken Laumann (CAN) | Trine Hansen (DEN) |

## Resultat

### A-final
| Placering | Roddare           | Land           | Tid     |
| --------- | ----------------- | -------------- | ------- |
| 1         | Ekaterina Karsten | Belarus        | 7:32,21 |
| 2         | Silken Laumann    | Kanada         | 7:35,15 |
| 3         | Trine Hansen      | Danmark        | 7:37,20 |
| 4         | Maria Brandin     | Sverige        | 7:42,58 |
| 5         | Guin Batten       | Storbritannien | 7:45,08 |
| 6         | Ruth Davidon      | USA            | 7:46,47 |